# Умашаул
Умашаул (кум. Умашавул) — село в Хасавюртовском районе Дагестана Россия.
Входит в Батаюртовское сельское поселение.

## География
Село расположено к северо-востоку от районного центра города Хасавюрт.
Ближайшие населённые пункты: на северо-западе — село Бамматюрт, на северо-востоке — сёла Садовое и Новый Костек, на юго-востоке — село Байрамаул, на юго-западе — сёла Покровское и Симсир.

## История
Основано в 1830е в полутора километрах от Ботаюрта, переселенцами из эндиреевского квартала Умашаул, название получило в честь Умаша Казбекова. Селение иногда называлось созвучно с названием речки, на которой оно было основано — Гурлевюк.
В 1883 году по национальному составу состояло из большинство кумыков, в котором проживали и чеченцы. В селе располагались мечеть и школа.
22 ноября 1928 года 4 сессией ЦИК ДАССР 6 созыва принимается новый проект районирования республики. На его основе было принято постановление о разукрупнении округов и районов и образовании 26 кантонов и 2 подкантонов. Хасавюртовский кантон был образован на части территории бывшего Хасавюртовского округа, переданного в состав ДАССР из Терской области в 1921 году. По новому районированию кантон состоял из 18 сельских советов, в том числе и Батаюртовский: Батаюрт, Умашаул, Умаш-отар.

## Население
| 1889  | 1914 | 1926 | 1939 | 1970 | 1989  | 2002  |
| ----- | ---- | ---- | ---- | ---- | ----- | ----- |
| 497   | ↗660 | ↘367 | ↘276 | ↗904 | ↗1531 | ↘1336 |
| 2010  | 2021 |      |      |      |       |       |
| ↗1453 | ↘830 |      |      |      |       |       |

Национальный состав (2010):
- кумыки — 871 чел.;
- аварцы — 560 чел[16].

По данным Всероссийской переписи населения 2021 года:
| №        | Национальность | Численность, чел. | Доля    |
| -------- | -------------- | ----------------- | ------- |
| 1        | кумыки         | 547               | 65,90 % |
| 2        | аварцы         | 266               | 32,04%  |
| 2.000001 | прочие         | 17                | 0,48 %  |
| 2.000002 | всего          | 830               | 100 %   |

## Известные уроженцы
Султан-Саид Казбеков — дагестанский революционер, председатель Совета обороны.